# Мария Брабантска (Франция)
Вижте пояснителната страница за други личности с името Мария Брабантска.
Мария Брабантска (на френски: Marie de Brabant, на нидерландски: Maria van Brabant; * ок. 1254/1260 или 1256, Льовен, Брабант; † 10 януари 1321, Ле Мюро при Meulan-en-Yvelines) от род Регинариди, е като втора съпруга на Филип III Смелия от 1275 до 1285 г. кралица на Франция.

## Произход
Дъщеря е на херцог Хендрик III (1231 – 1261) от Херцогство Брабант и съпругата му Аликс от Бургундия (1233 – 1273), дъщеря на Хуго IV, херцог на Бургундия.

## Кралица на Франция
Мария се омъжва на 21 август 1274 г. във Венсен за доста по-стария вдовец Филип III (1245 – 1285), крал на Франция от рода на Капетингите, и е коронована на 24 юни 1275 в Париж.
Постепенно тя започва да влияе силно на съпруга си. На 5 октомври 1285 г. той умира от малария. 25-годишната вдовица загубва политическото си влияние.
- Сватбата на Филип III и Мария Брабантска
- Коронясване на Мария Брабантска, на миниатюра в ръкопис Големите френски хроники, 1458

## Следващи години
След смъртта на краля тя започва да се грижи за децата си и успява да омъжи дъщерите си в значимите европейски династии. Мария надживява Филип III с 36 години и доживява възкачването на трона на Луи X (1314) и Филип V (1316).
Мариа Брабантска умира през 1321 г. на 61 години в манастира на Meulan, в който се оттеглила през 1316 г. Тя е погребана в Париж в църквата на францисканския манастир Couvent des Cordeliers. Нейният гроб е разрушен при пожар през 1580 г.

## Деца
- Луи Еврьо или Лудвиг (* май 1276), граф на Еврьо
- Маргьорит Френска (* 1282; † 14 февруари 1318), ∞ 1299 за крал Едуард I от Англия
- Бланка или Бланш, (* 1285; † 19 март 1305), ∞ 29 май 1300 във Виена за Рудолф III фон Хабсбург, херцог на Австрия и Щирия, по-късен крал на Бохемия, най-големият син на римско-немския крал Албрехт I.